# Pachydiplax longipennis
Pachydiplax longipennis – gatunek ważki z rodziny ważkowatych (Libellulidae); jedyny przedstawiciel rodzaju Pachydiplax. Występuje w Ameryce Północnej – w południowej Kanadzie, USA, Meksyku, Belize oraz na Bahamach i Kubie, prawdopodobnie także na Bermudach.